# Batalion KOP „Budsław”

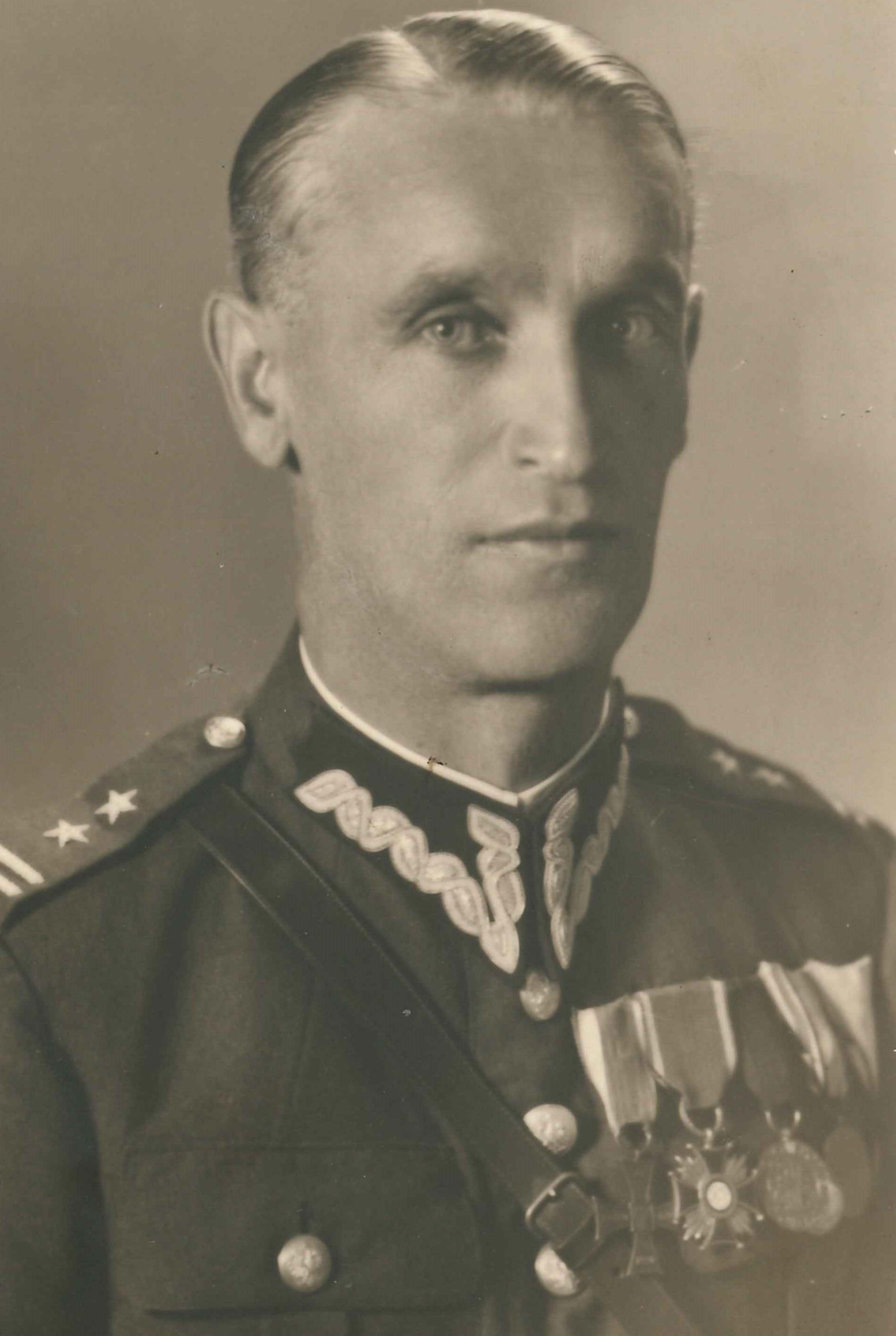
Dowódca batalionu KOP „Budsław” - mjr / ppłk Julian Czubryt.

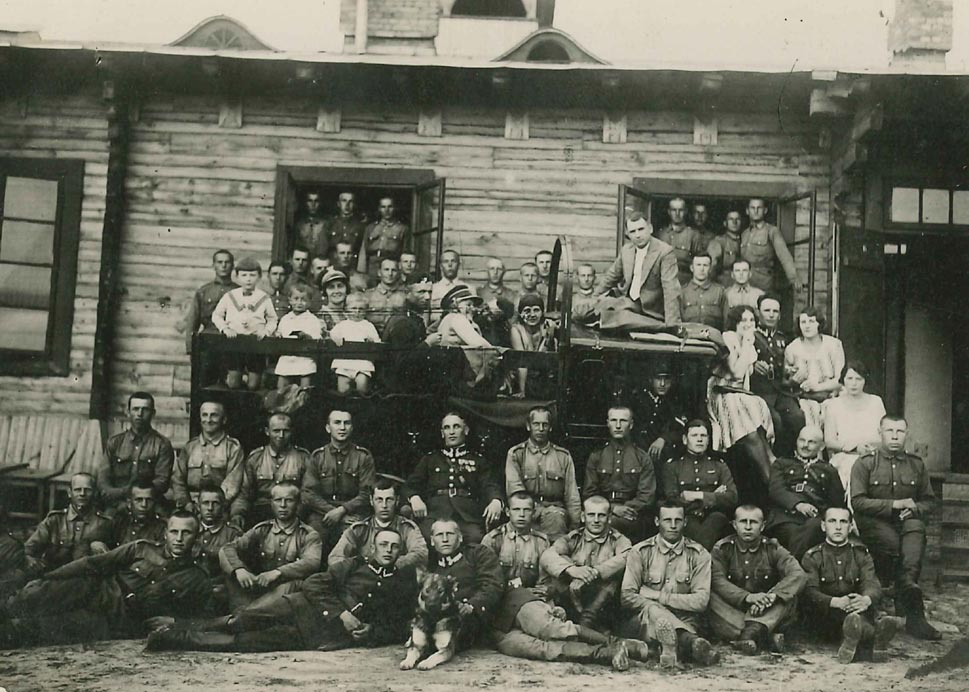
Rok 1932 - oficerowie batalionu KOP „Budsław” z rodzinami w Olkowiczach. W środku dowódca baonu - mjr Julian Czubryt.

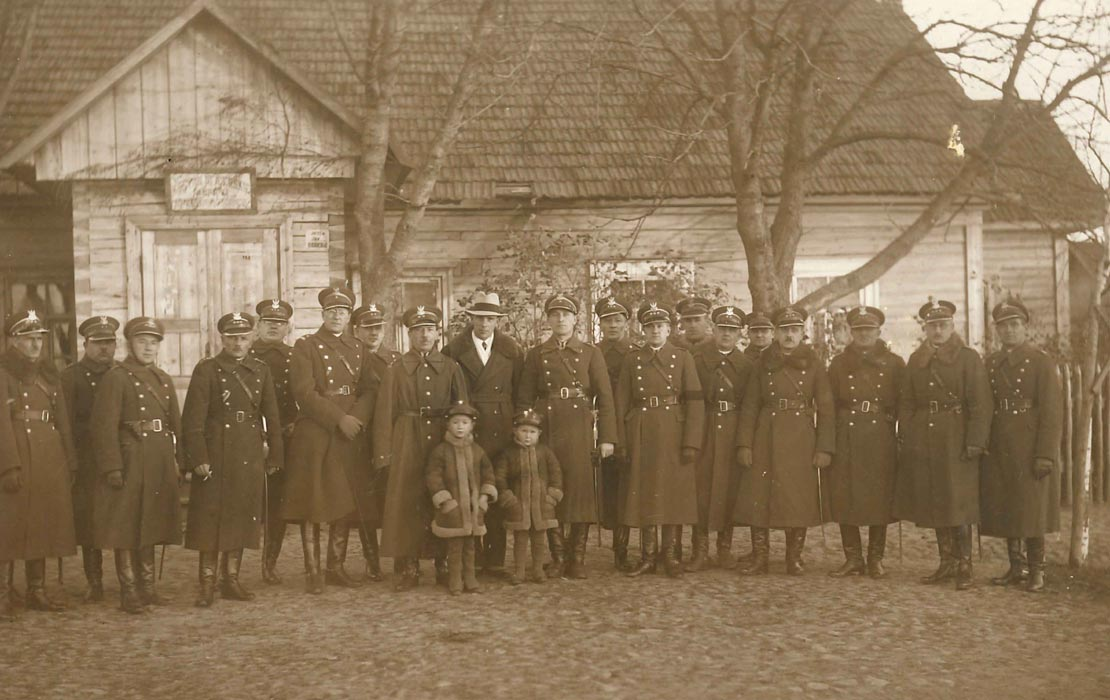
Budsław - w otoczeniu oficerów KOP w środku stoją ppłk Józef Wiatr i mjr Julian Czubryt.

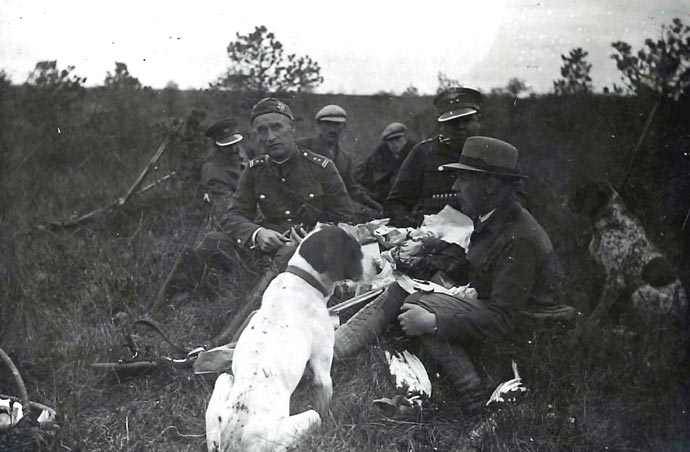
Polowanie z udziałem oficerów batalionu KOP „Budsław” (1935). W centrum zdjęcia dowódca baonu - ppłk Julian Czubryt.

Batalion KOP „Budsław” – oddział piechoty, podstawowa jednostka taktyczna Korpusu Ochrony Pogranicza.
Latem 1939 batalion sformował kompanię zwiadowczą i I batalion 207 pułku piechoty. W kampanii wrześniowej pododdziały wzięły udział w obronie Lwowa.

## Formowanie i zmiany organizacyjne
Na posiedzeniu Politycznego Komitetu Rady Ministrów, w dniach 21-22 sierpnia 1924, zapadła decyzja powołania Korpusu Wojskowej Straży Granicznej. 12 września 1924 Ministerstwo Spraw Wojskowych wydało rozkaz wykonawczy w sprawie utworzenia Korpusu Ochrony Pogranicza, a 17 września instrukcję określającą jego strukturę. W pierwszym etapie organizacji KOP sformowano 3 Brygadę Ochrony Pogranicza, a w jej składzie 1 batalion graniczny „Budsław”. Podstawą formowania był rozkaz szefa Sztabu Generalnego L. dz. 12044/O.de B./24 z dnia 27 września 1924. Nazwa jednostki pochodzi od leżącej na Wileńszczyźnie miejscowości Budsław znajdującej się wówczas na obszarze województwa wileńskiego i będącej macierzystym garnizonem batalionu. W jego skład wchodziły: cztery kompanie piechoty, drużyna dowódcy batalionu i pluton łączności. Według etatu liczy on 25 oficerów, 200 podoficerów i 603 szeregowców. Jego uzbrojenie stanowiły: 2 ciężkie karabiny maszynowe, 48 ręcznych km, 48 garłaczy, 439 karabinów, 280 karabinków i 32 pistolety. Środki transportu to 15 wozów taborowych, 1 motocykl i 7 rowerów. Długość ochranianego przez batalion odcinka granicy wynosiła 101 kilometrów, przeciętna długość pododcinka kompanijnego to 25 kilometrów, a strażnicy 5 kilometrów. Odległość dowództwa batalionu od dowództwa brygady wynosiła 55 kilometrów.
Z dniem 3 października 1924 major Bolesław Mirgałowski został przeniesiony z 15 pułku piechoty „Wilków” w Dęblinie do Korpusu Ochrony Pogranicza na stanowisko dowódcy 1 batalionu granicznego.
W 1926 zorganizowano na szczeblu brygady szkołę podoficerską dla niezawodowych podoficerów piechoty. Szkoła 3 Brygady OP stacjonowała w Wilejce przy 1 batalionie granicznym.
Latem 1928 zlikwidowana została szkoła podoficerska. W jej miejsce, oraz w miejsce identycznych szkół funkcjonujących w pozostałych brygadach, w twierdzy Osowiec utworzony został batalion szkolny KOP.
Aby zapewnić odpowiednią liczbę żołnierzy o specjalności saperskiej, z dniem 1 kwietnia 1928, przy 1 batalionie granicznym w Budsławiu utworzono ośrodek wyszkolenia pionierów.
Latem 1929, po rozformowaniu 3 Brygady Ochrony Pogranicza, batalion został włączony w skład pułku KOP „Wilejka”. W tym czasie na uzbrojeniu posiadał 953 karabiny Berthier wz.1916, 64 ręczne karabiny maszynowe Chauchat wz. 1915 i 2 ciężkie karabiny maszynowe wz.1914.
W lipcu 1929 przyjęto zasadę, że bataliony przyjmą nazwę miejscowości będącej miejscem ich stacjonowania. Obok nazwy geograficznej, do 1931 stosowano również numer batalionu. W 1930 w skład batalionu włączono 5 kompanię .
W wyniku reorganizacji batalionu w 1931, w miejsce istniejących plutonów karabinów maszynowych, utworzono kompanię karabinów maszynowych. Rozwinięto też kadry kompanii szkolnej do pełnoetatowej kompanii odwodowej. Po przeprowadzonej reorganizacji „R.2” batalion składał się z dowództwa batalionu, plutonu łączności, kompanii karabinów maszynowych, kompanii szkolnej, kompanii odwodowej i czterech kompanii granicznych.
W listopadzie 1936 batalion etatowo liczył 22 oficerów, 83 podoficerów, 29 nadterminowych i 736 żołnierzy służby zasadniczej.
Rozkazem dowódcy KOP z 23 lutego 1937 została zapoczątkowana pierwsza faza reorganizacji Korpusu Ochrony Pogranicza „R.3”. Jej wynikiem było między innymi przeorganizowanie batalionu KOP „Budsław” poprzez odebranie batalionowi charakteru jednostki administracyjnej z jednoczesnym zreorganizowaniem dowództwa batalionu. jednostką administracyjną dla batalionu był pułk KOP „Wilejka”, ale podkwatermistrzostwa batalionu zaopatrywał szwadron kawalerii KOP „Budsław”, placówkę wywiadowczą KOP nr 4 i posterunek żandarmerii KOP „Budsław”. W wyniku realizacji drugiej fazy reorganizacji KOP, latem 1937 budynek strażnicy „Skoroda” nakazano przenieść do wsi Saczewka z przeznaczeniem na mieszkanie dowódcy strażnicy „Saczewka”.
Zarządzenie dowódcy KOP gen. bryg. Jana Kruszewskiego w sprawie zmian w kwatermistrzostwie KOP, dniem 1 kwietnia 1939 zlikwidowane zostało podkwatermistrzostwo batalionu, a utworzone kwatermistrzostwo.
Z dniem 15 maja 1939 batalion stał się oddziałem gospodarczym. Stanowisko kwatermistrza batalionu przemianowane zostało na stanowisko zastępcy dowódcy batalionu do spraw gospodarczych, płatnika na stanowisko oficera gospodarczego, zastępcy oficera materiałowego dla spraw uzbrojenia na zbrojmistrza, zastępcy oficera materiałowego dla spraw żywnościowych na oficera żywnościowego.
Latem 1939 batalion został jednostką mobilizującą dla kompanii zwiadowczej i I batalionu 207 pułku piechoty. Oba pododdziały zostały sformowane w mobilizacji powszechnej na początku września 1939 i włączone w skład rezerwowej 35 Dywizji Piechoty. W kampanii wrześniowej wzięły udział w obronie Lwowa.
Po zakończeniu mobilizacji pododdziałów 207 pułku piechoty batalion KOP „Budsław” wcielił kolejnych żołnierzy rezerwy i odtworzył swoje stany. Pozostając w składzie pułku KOP „Wilejka” ochraniał granicę z ZSRR o długości 112,143 km. Od 17 września 1939 batalion odpierał agresję ZSRR na Polskę.

## Służba graniczna
Batalion graniczny był podstawową jednostką taktyczną Korpusu Ochrony Pogranicza przeznaczoną do pełnienia służby ochronnej na powierzonym mu odcinku granicy polsko-radzieckiej, wydzielonym z pasa ochronnego brygady. Odcinek batalionu dzielił się na pododcinki kompanii, a te z kolei na pododcinki strażnic, które były „zasadniczymi jednostkami pełniącymi służbę ochronną”, w sile półplutonu. Służba ochronna pełniona była systemem zmiennym, polegającym na stałym patrolowaniu strefy nadgranicznej i tyłowej, wystawianiu posterunków alarmowych, obserwacyjnych i kontrolnych stałych, patrolowaniu i organizowaniu zasadzek w miejscach rozpoznanych jako niebezpieczne, kontrolowaniu dokumentów i zatrzymywaniu osób podejrzanych, a także utrzymywaniu ścisłej łączności między oddziałami i władzami administracyjnymi. Batalion graniczny KOP „Budsław” w 1934 ochraniał odcinek granicy państwowej szerokości 113 kilometrów 243 metrów. Po odtworzeniu w 1939, batalion ochraniał granicę długości 112 kilometrów 143 metrów.
Wydarzenia:
- W meldunku sytuacyjnym z 22 stycznia 1925 napisano:

20 stycznia 1925 o godz. 17.30 w miejscowości Budsław w domu niejakiego Stasiaka wybuchł granat, raniąc dwóch synów i córkę Stasiaka. W domu nie kwaterowali polscy żołnierze.
- W meldunku sytuacyjnym z 26 stycznia 1925 napisano:

24 stycznia 1925 w rejonie kompanii nr 7 strażnica „Wardomicze” sowiecka straż graniczna w odległości 150 metrów od granicy polskiej na drodze wiodącej z Wardomic na wschód wybudowała budkę wysokości około dwóch metrów.
25 stycznia 1925 o godz. 2.00 w majątku Bucław żołnierze uratowali tonącego cywila Henryka Jankowicza. Okazało się, że jest on złodziejem poszukiwanym przez policję i tam go przekazano.
- W meldunku sytuacyjnym z 27 stycznia 1925 napisano:

25 stycznia 1925 na pododcinku kompanii nr 9 Maćkowce strażnica nr 36 Żurawy zostali wysiedleni przez policję z posterunku Olkowicze Nowak i Giełdowicz.
26 stycznia 1925 ta sama strażnica przytrzymała Giełdowicza, który przeszedł na teren Polski. Przekazany został Policji Państwowej.
Bataliony sąsiednie:
- 7 batalion KOP „Podświle” ⇔ 10 batalion KOP „Krasne”

## Walki batalionu
Walki o strażnice

Strzegący granicy batalion graniczny mjr. M. Baczkowskiego 17 września 1939 rozpoczął walki z atakującymi strażnice pododdziałami 2 Dywizji Strzeleckiej, 14. i częściowo 13. i 15. Oddziału Wojsk Pogranicznych NKWD.
Strażnice 4 kompanii „Dokszyce” w zasadzie nie zdołały podjąć walki. Wyjątek stanowiła strażnica „Porzecze”. W trakcie walki zginęło dwóch żołnierzy z 13 Oddziału Wojsk Pogranicznych, a 1 żołnierz 2 DS został ranny. Strażnica została zdobyta o 6:10. Załoga strażnicy wycofała się. Strażnica „Komajsk” została zaatakowana przez 157 pułku kawalerii i nie zdołała podjąć walki. Jak podają sowieckie źródła Polscy żołnierze tylko w bieliźnie, z karabinami ukryli się w lesie. Strat nie ma.
Strażnice 2 kompanii granicznej „Hnieździłów”, atakowane przez pododdziały 4 KS i 13 Oddziału Wojsk Pogranicznych NKWD, prawdopodobnie nie podjęły walki. Rozbite zostały też odwody kompanijne.
Strażnice 3 kompanii „Dołhinów” atakował 14 Oddziału Wojsk Pogranicznych NKWD. Strażnica „Milcza” podjęła godzinną walkę. Do niewoli dostał się dowódca strażnicy. Kilku żołnierzy wycofało się w kierunku Dołhinowa. Strażnica „Pohost” też podjęła walkę. Zginął dowódca strażnicy i kilku żołnierzy. Strona sowiecka straciła dowódcę atakującego oddziału lejtn. Pietrowa, a ranny został jego zastępca, politruk Końkow. Także strażnica „Karolin" podjęła walkę. Straciła trzech zabitych oraz pięciu wziętych do niewoli. Pododdziały stacjonujące w Dołhinowie wycofały się bez walki w kierunku Budsławia i dołączyły do wycofujących się sił batalionu.
Strażnice 1 kompanii „Olkowicze” zostały zaatakowane przez 14 Oddział Wojsk Pogranicznych NKWD i pododdziały 2 DS. Strażnica „Pasieki” po krótkiej walce została opanowana. Straciła 13 zabitych i 6 wziętych do niewoli. Straty sowieckie: raniąc w walce 5 czerwonoarmistów rannych. Pozostałe strażnice prawdopodobnie wycofały się bez walki w kierunku Olkowicz. Pododdziały stacjonujące w Olkowiczach wycofały się bez walki w kierunku Budsławia i 18 września dołączyły do wycofujących się sił batalionu.
Dowództwo batalionu z kompanią odwodową wycofało się w kierunku Wilejki. 17 września, do wycofujących się pododdziałów batalionu, dołączyła 3 kompania „Dołhinów”, a 18 września pozostałości 1 kompanii „Olkowicze”.
W walkach odwrotowych z Armią Czerwoną:

W godzinach rannych 17 września w mocno uszczuplonym stanie, batalion rozpoczął odwrót w kierunku Wilejki. W trakcie marszu pododdziały batalionu weszły w kontakt ogniowy pod Iłowem i ostrzelały przeprawiających się przez Serwecz kawalerzystów 56 pułku kawalerii. Po dotarciu do Wilejki, w myśl otrzymanych rozkazów kontynuował marsz w kierunku Wilna. Po otrzymaniu wiadomości o opanowaniu Wilna przez Armię Czerwoną, dowódca batalionu zdecydował maszerować w kierunku Litwy. W godzinach nocnych z 19/20 września dotarł do Karwel . 20 września około 13:30 batalion został zaatakowany przez kompanię czołgów prawdopodobnie z 4 KS. Nie posiadający broni przeciwpancernej batalion został rozbity, a żołnierze dostali się do niewoli. Niewielka część baonu przeszła na Litwę i została internowana.

## Struktura organizacyjna

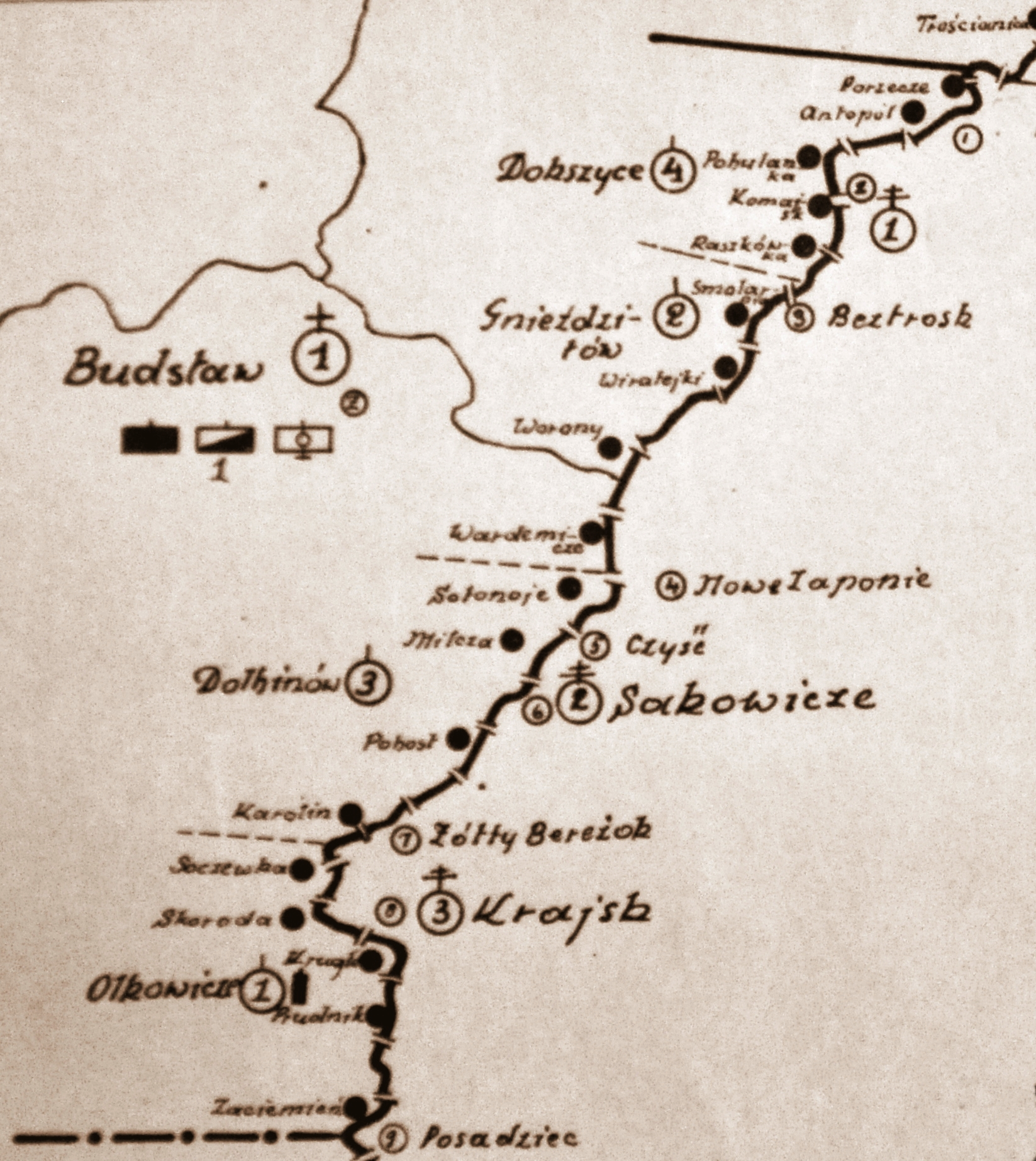
Rozmieszczenie batalionu KOP „Budsław” w 1931

Organizacja batalionu w 1934:
- dowództwo batalionu
- pluton łączności
- kompania odwodowa
- kompania karabinów maszynowych
- 1 kompania graniczna KOP „Olkowicze”
- 2 kompania graniczna KOP „Hnieździłów”
- 3 kompania graniczna KOP „Dołhinów”
- 4 kompania graniczna KOP „Dokszyce”

Odtworzona struktura organizacyjna w 1939
dowództwo batalionu
- kompania odwodowa
- kompania ckm
- pluton łączności
- 1 kompania graniczna KOP „Olkowicze”
- 2 kompania graniczna KOP „Hnieździłów”
- 3 kompania graniczna KOP „Dołhinów”
- 4 kompania graniczna KOP „Dokszyce”

## Żołnierze batalionu
| stopień     | imię i nazwisko       | okres pełnienia służby    | kolejne stanowisko             |
| ----------- | --------------------- | ------------------------- | ------------------------------ |
| mjr piech.  | Bolesław Mirgałowski  | 3 X 1924 - 5 XI 1928      | zastępca dowódcy 75 pp         |
| ppłk piech. | Julian Czubryt        | 19 VIII 1929 − 18 IV 1935 | zastępca dowódcy 86 pp         |
| mjr piech.  | Adam Obtułowicz       | 18 IV 1935 - XI 1936      | dowódca baonu 1 pp Leg.        |
| mjr piech.  | Eugeniusz Sokólski    | XI 1936 - IV 1938         | dowódca baonu KOP „Kopyczyńce” |
| mjr piech.  | Adolf Galinowski      | 1 V 1937 - I 1939         | dowódca baonu KOP „Delatyn”    |
| ppłk piech. | Eugeniusz Juruś       | 1 III - 31 VIII 1939      | dowódca I/207 pp               |
| mjr piech.  | Mieczysław Baczkowski | IX 1939                   |                                |

Obsada personalna w październiku 1929 :
- dowódca batalionu – mjr Julian Czubryt
- adiutant batalionu – por. Jan Herburt-Heybowicz
- kwatermistrz – mjr Zygmunt Pawłowicz
- płatnik – por. Bolesław Sławiński
- oficer materiałowy – kpt. Kazimierz Kruczkowski
- oficer żywnościowy – por. Józef Wiertelak
- dowódca kompanii szkolnej – kpt. Adam Doberski

Obsada personalna w listopadzie 1934:
- dowódca batalionu – ppłk Julian Czubryt
- adiutant batalionu – Józef Grzybek
- kwatermistrz – kpt. Franciszek Burian
- oficer materiałowy – por. Antoni Grzybowski
- płatnik – por. Feliks Kański
- dowódca plutonu łączności – por. Józef Otto Grcar
- dowódca kompanii odwodowej – kpt. Romuald Werakso
- dowódca kompanii karabinów maszynowych – kpt. Stanisław Chomicz

Obsada personalna batalionu w czerwcu 1939:
- dowódca batalionu – mjr Adolf Galinowski?[f]
- zastępca dowódcy batalionu – mjr Wacław Wawrzyniec Majchrowski[g]
- adiutant batalionu – por. Edmund Gójski[h]
- dowódca 1 kompanii granicznej – kpt. Jan Szcześniak[i]
- dowódca 2 kompanii granicznej – kpt. Stefan Witold Przedpełski[j]
- dowódca 3 kompanii granicznej – kpt. Sławomir Nakielski[k]
- dowódca 4 kompanii granicznej – kpt. Zygmunt Stanisław Waligórski[l]
- dowódca kompanii odwodowej – por. Władysław Zygmunt Halka[m]
- dowódca kompanii karabinów maszynowych – kpt.	Władysław Stawowski[n]

### Żołnierze batalionu – ofiary zbrodni katyńskiej
Biogramy zamordowanych znajdują się na stronie internetowej Muzeum Katyńskiego
| Nazwisko i imię        | stopień              | zawód             | miejsce pracy przed mobilizacją      | zamordowany |
| ---------------------- | -------------------- | ----------------- | ------------------------------------ | ----------- |
| Gruszczyński Kazimierz | kapitan              | żołnierz zawodowy |                                      | Katyń       |
| Jaworski Stanisław     | podporucznik rezerwy | prawnik, mgr      | sędzia Sądu Okręgowego w Warszawie   | Katyń       |
| Piechociński Tadeusz   | porucznik            | żołnierz zawodowy |                                      | Katyń       |
| Winsze Dionizy         | podporucznik rezerwy |                   |                                      | Katyń       |
| Woyda Włodzimierz      | podporucznik rezerwy | technik rolnictwa | majątek Kościeniewice woj. wileńskie | Katyń       |
| Dąbkowski Stanisław    | plutonowy            | żołnierz          |                                      | Kalinin     |
| Halka Władysław        | kapitan              | żołnierz zawodowy |                                      | Kalinin     |
| Robaszewski Walerian   | chorąży              |                   |                                      | ULK         |
| Chmielewski Stanisław  | sierżant             | żołnierz zawodowy |                                      | BLK         |